# Радестув
Радестув (пол. Radestów) — село в Польщі, у гміні Борковиці Пшисуського повіту Мазовецького воєводства.
Населення — 187 осіб (2011).
У 1975-1998 роках село належало до Радомського воєводства.

## Демографія
Демографічна структура станом на 31 березня 2011 року:
|          | Загалом | Допрацездатний вік | Працездатний вік | Постпрацездатний вік |
| -------- | ------- | ------------------ | ---------------- | -------------------- |
| Чоловіки | 89      | 17                 | 63               | 9                    |
| Жінки    | 98      | 14                 | 54               | 30                   |
| Разом    | 187     | 31                 | 117              | 39                   |